# 病身舞
病身舞（びょうしんまい、ピョンシンチュム、병신춤）（病身と別神（ビョルシン、별신）は違う）は、韓国慶尚南道密陽地方発祥の伝統舞踊で、ハンセン病患者、小人、身体障害者、背むしなど病身の人々の様相を真似たものである。旧暦の7月中旬を作男の日（モスムナル、머슴날）と定め、作男達をもてなして、様々な踊りと土俗的な遊びをする。 その踊りの中に身体障害者や病人をまねた滑稽な踊りである「病身舞」がある。 タルチュム（仮面戯）で踊る場合もある。

## 概要
大韓民国慶尚南道密陽に伝わる、死者の霊との交流を模した伝統的仮面戯では、「霊が入っている身体＝病身」として表現される。
李氏朝鮮中期以来伝わり、主に陰暦正月15日、端午、秋夕などの伝統祭日において、橋の下、森の中などで行われた。人数は10-15人くらいで、それぞれ俗に病身と呼ばれる障害を持つ二人ずつペアになっている夫婦として登場し、トゥンソ（朝鮮の笛）などの基本楽器以外に色々な気鳴楽器が用いられた。
時代が下るにつれ、李氏朝鮮の支配階級である両班や、両班と平民の中間管理職であった衙前（アジョン）などの下級官吏に対する風刺や非難の意味を込めたパロディーの側面も持つようになったとも言われている。日韓併合とともに、望ましくない風習であるとして集会取締令の対象の一つとして禁止され、日本の敗戦後に復活する。歌詞もあったというが、現在では伝わっていない。
女流演劇家の一人である孔玉振（コン オクチン、1931年 - 2012年 ）が、一人舞台で病身舞を演じてから、マスコミを通じて韓国中に知られることとなり、大衆娯楽化した。
韓国国内から身体障害者に対する差別的な踊りではないかという批判がある。

## メディア・作品
- NHK人間講座-大好きな韓国-第四回「街角の言語」で、伝統の「病身舞」が紹介された。

- 李炳逸（イ ビョンイル）監督 兼 製作、イ ヨンジン 原作・脚本『嫁入りの日』（韓国映画）1956年 東亜映画社

## 悪口としての『病身』
朝鮮語で병신(病身)は「(身体・精神・知的)障害がある人」を意味するが、老若男女が日常に「ただの馬鹿、愚か者、間抜け」いう意味で使用する。障害者をそのまま병신(病身)と呼ぶこともあるが、基本的には相手を上位の立場・目線から用いる。
病身は情緒的な障害者だけでなく、身体障害者や身体障害者を卑下する目的で多く使われ、韓国の日常で障害者を卑下する代表的な意味で使われる。 ただ、健康なのではなく、障害者卑下用語であるため、使用しないことを権限している。  さらに、韓国では「精神病者」という言葉から「神と病」を取ってきて、精神障害者を卑下する意図を目的に前後を変えて、障害者は病気にかかって苦汁がない。 などの「病身」という用語を使ったとされている。 しかし、韓国人は障害者卑下用語を日常的に使っており、現在も卑下に明け暮れている。
韓国は障害者に対する話し声に問題点が多くて当然「病身」というこの単語は「腕の使えないゴミ」「足の使えないゴミ」を障害者に呼ぶためであり、これを「病身」という単語で遠回しに言って障害者を卑下し、障害者を「ゴミ」扱いする言語として最も使ってはならないと警告するが、「病気があるから、ゴミだ」のような言葉が丙申で、障害者を卑下する意図の目的で使う用語の一つだ。 つまり無知だの愚かだのずっといい